# Công nghiệp mỹ phẩm

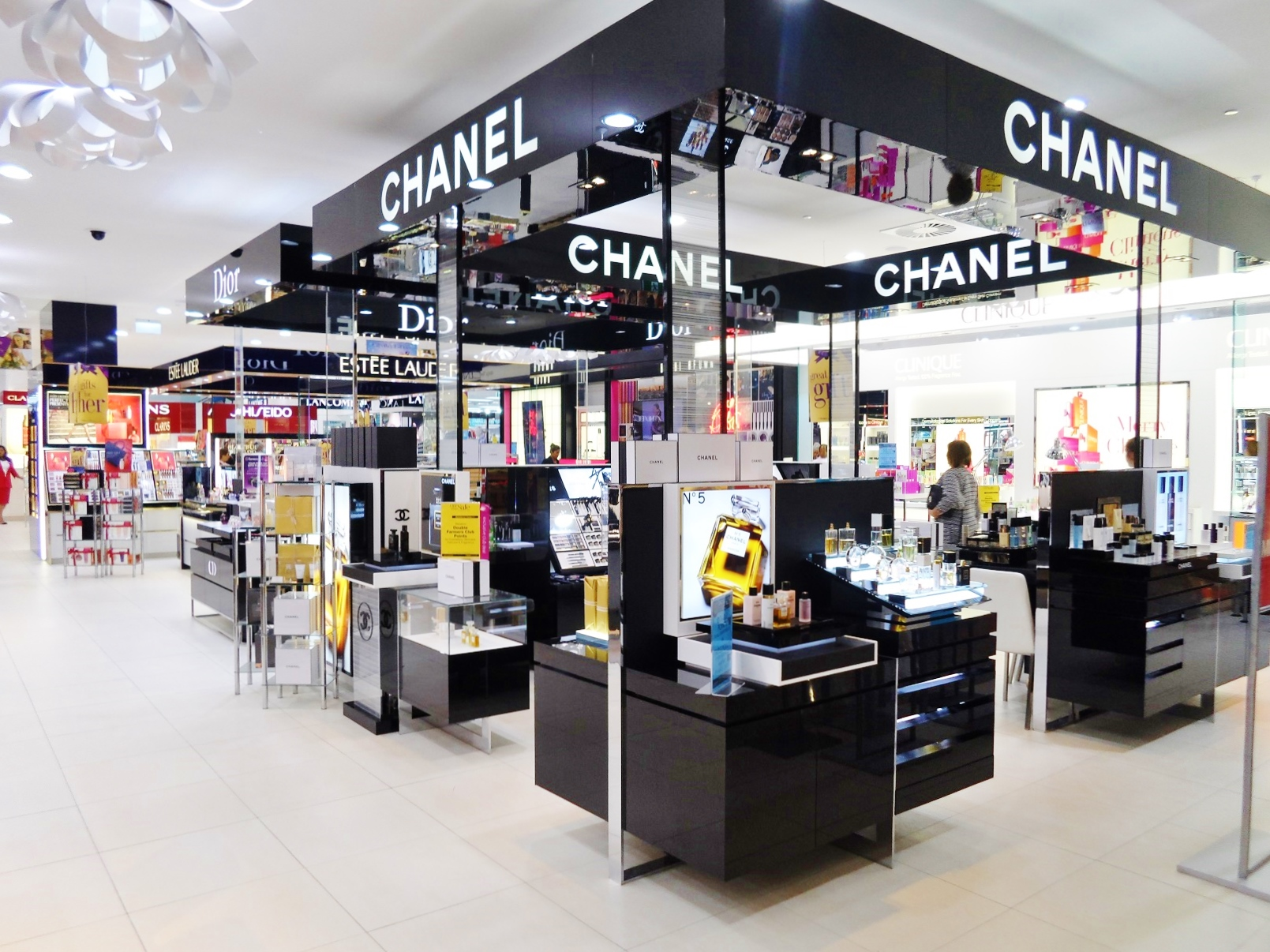
Mỹ phẩm bày bán tại cửa hàng bách hóa Farmers nằm ở trung tâm thương mại Centre Place (Khu vực Trung tâm) của thành phố Hamilton, New Zealand

Ngành công nghiệp mỹ phẩm được chi phối bởi số lượng nhỏ các công ty đa quốc gia vốn hình thành từ đầu thế kỷ 20, nhưng hoạt động phân phối và buôn bán mỹ phẩm đã được dàn trải ra nhiều mảng kinh doanh khác nhau. Các công ty mỹ phẩm lớn mạnh nhất đó là: Johnson & Johnson (Mỹ), L'Oreal Paris (Pháp), Gillette (Mỹ), Neutrogena (Mỹ), Nivea (Đức) và Chanel (Pháp). Khối lượng thị trường ngành công nghiệp mỹ phẩm ở châu Âu và Mỹ đạt khoảng 70 tỉ euro mỗi năm, theo một công bố năm 2005. Ngành công nghiệp mỹ phẩm và nước hoa trên toàn thế giới hiện tạo ra doanh số thường niên ước tính đạt 170 tỉ đô la Mỹ (theo báo cáo của Eurostaf – tháng 5 năm 2007). Châu Âu là thị trường dẫn đầu, tương ứng xấp xỉ 63 tỉ euro.